# Zuma Rock
Zuma Rock er en stor monolit i Nigeria. Den består af gabbro og granodiorit og ligger vest for hovedstaden Abuja, ved hovedvejen til Kaduna. Den bliver kaldt "Gateway to Abuja" og rejser sig 300 meter over sine omgivelser.